# Vimeiro (Lourinhã)
Vimeiro es una freguesia portuguesa del concelho de Lourinhã, con 7,01 km² de superficie y 1443 habitantes (2001). Su densidad de población es de 206,0 hab/km².